# DVD Forum
DVD Forum – międzynarodowa organizacja zrzeszająca firmy produkujące sprzęt i oprogramowanie wykorzystujące standard DVD. DVD Forum zostało założone w roku 1995 i pierwotnie nosiło nazwę Konsorcjum DVD (ang. DVD Consortium).

## Cele organizacji
Celem powołania i działalności DVD Forum jest zapewnienie zrzeszanym przedsiębiorstwom możliwości współpracy nad rozwojem i standaryzacją formatów DVD, oraz promocję i ochronę wyników ich pracy.

## Członkowie założyciele
- Hitachi, Ltd.
- Matsushita Electric Industrial Co., Ltd. (Panasonic)
- Mitsubishi Electric Corporation
- Pioneer Corporation
- Koninklijke Philips Electronics N.V.
- Sony Corporation
- Thomson Corporation
- Time Warner Inc.
- Toshiba Corporation
- Victor Company of Japan (JVC)